# Lyse (coloriste)
 (mars 2013).
Si vous disposez d'ouvrages ou d'articles de référence ou si vous connaissez des sites web de qualité traitant du thème abordé ici, merci de compléter l'article en donnant les références utiles à sa vérifiabilité et en les liant à la section « Notes et références ».
Lyse Tarquin est une coloriste française de bande dessinée.

## Biographie
Après avoir passé un bac F12, elle obtient un BTS à l’École Estienne à Paris, spécialisée dans la communication visuelle et la publicité. Elle s'essaie ensuite au dessin animé, à la publicité, à la décoration à travers stages et petits boulots. C'est au Salon de la bande dessinée de Paris qu'elle fait la connaissance de Didier Tarquin, qui l'oriente vers le métier de coloriste. Ses premières planches paraissent dans Lanfeust Mag.
Elle travaille à la fois au pinceau et avec son ordinateur.

## Publications
- L'Encyclopédie anarchique du monde de Troy, textes Scotch Arleston, dessins Didier Tarquin, couleurs Yves Lencot, Lyse, Soleil Productions
- Gnomes de Troy, scénario Scotch Arleston ; dessins Didier Tarquin ; couleurs Lyse, Soleil Productions
- Izbarkan, scénario et dessins Olivier Dutto ; couleurs Lyse, Soleil Productions
- La Véritable Histoire des Krashmonsters, album collectif, Soleil Productions, collection Start
- Nocturnes rouges, scénario et dessins Emmanuel Nhieu ; couleurs Denis Dufourg, Lyse, Soleil Productions
- Paradis perdu, scénario Ange ; dessins Alberto Varanda ; couleurs Alexe, Lyse, Soleil Productions
- Slhoka, scénario Ulriq Godderidge ; dessins Adrien Floch ; couleurs Lyse, Soleil Productions
- Série UCC Dolores[1], co-scénarisé et co-dessiné avec Didier Tarquin, Glénat